# Дікембе Мутомбо
Дікембе Мутомбо (англ. Dikembe Mutombo; 25 червня 1966, Кіншаса — 30 вересня 2024) — конголезький і американський професіональний баскетболіст та громадський діяч; грав на позиції центрового за низку команд НБА, зокрема за «Денвер Наггетс» та «Атланта Гокс», кожна з яких навіки закріпила за ним ігровий №55.
Вважається одним з найкращих захисних гравців в історії ліги. Зокрема посідає друге місце за кількістю блокшотів у кар'єрі, поступаючись за цим показником лише Хакіму Оладжувону.

## Ранні роки
Дікембе Мутомбо народився 25 червня 1966 року в Леопольдвіллі (сьогодні Кіншаса), Демократична Республіка Конго, і був одним з дванадцяти дітей Самуїла та Біамби Марі Мутомбо. Він вільно володіє англійською, французькою, іспанською, португальською та п'ятьма центрально-африканськими мовами. До США Дікембе переїхав у 1987 році у віці 21 року для зарахування в університет.

## Університет
Мутомбо поступив до Джорджтаунського університету за стипендією USAID, і його початковим наміром було стати лікарем, проте президент університету запропонував Дікембе вступити в баскетбольну команду, але, оскільки Мутомбо був студентом по обміну, він зміг вступити в неї тільки в наступному році. Мутомбо познайомився з тренером університетської команди «Джорджтаун Гойяс» Джоном Томпсоном і розповів тому, що непогано ловить м'яч, адже в дитинстві був воротарем. Тренер запропонував Дікембе позайматися з командою і виявив, що той дійсно добре ловить м'яч, високо стрибає, проте має проблеми з фізичною підготовкою. У наступному році Мутомбо офіційно вступив до команди. З Томпсоном у них встановилися хороші відносини, і Дікембе ставився до нього як до батька. Через друкарську помилку в газеті написали, що зріст Мутомбо 155 см, а оскільки його мало знали в кампусі, всі були сильно здивовані, кого це тренер узяв в команду. Після відходу з університету Патріка Юїнга в 1985 році «Джорджтаун Гойяс» зазнавали труднощів з центровими. Греді Метіні був малоефективним, а Бен Гіллер часто виходив на заміни всього на кілька хвилин через погану гру в атаці. У тому ж 1988 році в університетській команді з'явився ще один центровий — найкращий баскетболіст серед студентів попереднього року і в майбутньому другий номер драфту 1992 року Алонзо Моурнінг. У першому сезоні Мутомбо ще мало що вмів в баскетболі, тому виходив в основному тільки на заміну і проводив на майданчику в середньому всього 11 хвилин за гру, набираючи 3,9 очка і роблячи 3,3 підбирання. Однак його відсоток потрапляння в кошик за гру 70,7 % був одним з найкращих за останні 22 роки в університеті. До того ж, у своєму дебютному сезоні він зміг зробити 75 блокшотів, включаючи рекордні для NCAA 12 блок-шотів за гру, які він зробив у матчі проти університету Сент-Джонс.

## Кар'єра в НБА

### Денвер Наггетс
26 червня 1991 року на Драфті НБА Мутомбо був обраний у першому раунді командою «Денвер Наггетс» під четвертим номером, після Ларрі Джонсона («Шарлотт Горнетс»), Кенні Андерсона («Нью-Джерсі Нетс») та Біллі Оуенса («Сакраменто Кінґз»). Гроші, отримані за контрактом, він планував не витрачати на дорогі покупки, а покласти на банківський рахунок. Дебют Дікембе в НБА відбувся 1 листопада у виїзній грі проти «Голден Стейт Ворріорз». У цьому матчі Мутомбо вийшов у стартовий складі, став другим за результативністю в команді, набравши 18 очок, зробивши 16 підборів і 3 блокшоти, проте його команда програла з рахунком 105:108. У свій дебютний сезон він набирав в середньому 16,6 очок, робив 12,3 підбори і 3 блокшоти за гру. Завдяки своїм успіхам він був запрошений для участі в матчі усіх зірок НБА, а також включений в збірну новачків НБА і зайняв друге місце у голосуванні за звання «Новачок року НБА».
У свій останній сезон в Денвері Мутомбо в середньому набирав 11 очок за гру і робив 11,8 підбори і 4,5 блокшоти за гру. В середині сезону Дікембе отримав травму лівої щиколодки і 17 лютого 1996 року не зміг вийти на матч проти «Шарлотт Хорнетс», тим самим перервав серію з 295 виходів на майданчик поспіль, що є третім результатом в історії НБА. До кінця сезону Мутомбо почав говорити, що швидше всього покине команду після закінчення контракту в статусі вільного агента. Незадоволеність діями головного тренера та генерального менеджера, а також сумнівні перспективи команди призвели до того, що Мутомбо наприкінці сезону підписав контракт з «Атлантою Гокс».

### Атланта Гокс
Після сезону НБА 1995-96 Мутомбо підписав 5-річний контракт з «Атланта Гокс» на суму 55 мільйонів доларів.
В скороченому до 50 ігор сезоні 1998/99 Мутомбо продовжив показувати хорошу гру в захисті і був включений до другої збірної всіх зірок захисту. Він став переможцем IBM Award, премії гравця року, що визначається комп'ютером. Але «Гокс» знову не змогли пройти далі другого раунду плей-офф.
У сезоні 1999/00 Мутомбо став лідером регулярного чемпіонату за підбираннями, однак команда здобула лише 28 перемог в чемпіонаті і не потрапила до плей-офф. Клуб увійшов у тривалий процес перебудови і, розуміючи, що чемпіонства в цьому клубі йому не завоювати, Мутомбо почав подумувати про перехід. Контракт з Дікембе завершувався в кінці сезону 2000/01, і керівництво «Гокс» ухвалило рішення обміняти його в «Філадельфію Севенті Сіксерс» на Тео Ретліффа, Тоні Кукоча і Назрі Мохаммеда ще по ходу сезону.

### Філадельфія Севенті-Сіксерс

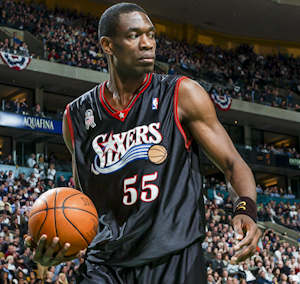
Мутомбо у 2002 році

Філадельфія мала потребу в хорошому центровому, щоб замінити травманого Тео Ретліффа. Таким чином, в середині сезону Мутомбо перейшов з команди-аутсайдера до команди-претендента на чемпіонський титул. Дікембе опинився в клубі зі ще одним випускником університету Джорджтауна — Алленом Айверсоном, який позитивно висловився про його перехід у команду. Сам Дікембе також висловив надію, що в Філадельфії зможе завоювати свій перший чемпіонський перстень. В той час як майбутній найцінніший гравець чемпіонату закидав м'ячі в кошик суперника, Дікембе став надійним захистом свого кошика. У новій команді Мутомбо набирав по 11,7 очка за матч, зробивши 12,4 підбори і 2,5 блокшоти. Це дозволило йому учетверте стати найкращим гравцем в обороні чемпіонату, а також лідером за підборами і потрапити до всіх символічних збірних.
Під час цього сезону Дікембе Мутомбо отримав Приз імені Дж. Уолтера Кеннеді за свою благодійну діяльність, спрямовану на поліпшення життя в його рідній країні, і будівництво лікарні в Кіншасі. Як вільний агент Мутомбо продовжив свій контракт по закінченню сезону, однак Філадельфія побоюючись, що його статистика може погіршитися, продала його в команду «Нью-Джерсі Нетс».

### Нью-Джерсі Нетс
«Нью-Джерсі Нетс» віддали за Мутомбо двох гравців стартової п'ятірки — центрового Тода Маккаллоха і нападника Кіта Ван Горна. Маючи в своєму складі одних з найкращих гравців чемпіонату в нападі — Джейсона Кідда і Кеньона Мартіна, команда сподівалася, що один з найкращих гравців в захисті за останні роки допоможе побудувати надійну оборону. Однак через важку травму Мутомбо пропустив майже весь сезон, зігравши всього 24 гри, в основному виходячи на заміну. Незважаючи на це, клуб зміг завершити регулярний чемпіонат з результатом 49-33 і вийти в плей-офф. У плей-офф «Нетс» обіграли «Мілвокі Бакс», «Бостон Селтікс» і «Детройт Пістонс», а в фіналі чемпіонату програли «Сан-Антоніо Сперс». Мутомбо виходив на заміну всього в 10 іграх, в середньому проводячи в грі 11 хвилин, заробляючи 1,8 очка і роблячи 2,7 підбирання.

### Нью-Йорк Нікс
У жовтні 2003 року «Нетс» викупили його контракт, заплативши 27,5 з 37,5 млн доларів, і відмовилися від його послуг. Мутомбо вирішив підписати дворічний контракт з клубом, який вже двічі до цього намагався купити його (перший раз в 2001 році, а другий — влітку 2003 року) — «Нью-Йорк Нікс». Команда заплатила за центрового 8,5 млн доларів. У «Нікс» Дікембе став першим чистим центровим з 2000 року, коли команду покинув Патрік Юїнг. Керівництво клубу і головний тренер сподівалися, що з Мутомбо команда стане набагато краще грати в захисті, і попри те, що за останні 3 сезони показники Дікембе знизилися, в «Нікс» його гра буде більш продуктивною і він допоможе команді здобувати перемоги. У новій команді більшу частину сезону конголезець виходив в стартовому складі і набирав в середньому за гру 5,6 очка і робив 6,7 підбори і 1,9 блок-шота. У лютому, через невизначеність чи залишиться їх другий центровий Курт Томас в команді після закінчення сезону і з оглядкою на шанобливий вік Мутомбо, «Нікс», в результаті великого обміну, отримали з Атланти Назрі Мохаммеда. На початку березня Дікембе отримав травму і був змушений пропустити 15 ігор в кінцівці сезону, що дозволило Мохаммеду закріпитися в стартовому складі «Нікс». Вилікувавшись, в останніх п'яти іграх сезону і в плей-офф Мутомбо виходив на майданчик лише на заміну Назрі.
8 серпня 2004 року «Нікс» зробили великий обмін з «Чикаго Буллз». За умовами угоди з Нью-Йорка в Чикаго перейшли Отелло Харінгтон, Цезарі Трубанскі і Френк Вільямс, а з Чикаго в Нью-Йорк Джером Вільямс і Джамал Кроуфорд. Спочатку «Нікс» хотіли обміняти також Мучі Норріса, але чикагці не були зацікавлені в ньому і наполягли, щоб до обміну був включений Мутомбо.

### Х'юстон Рокетс

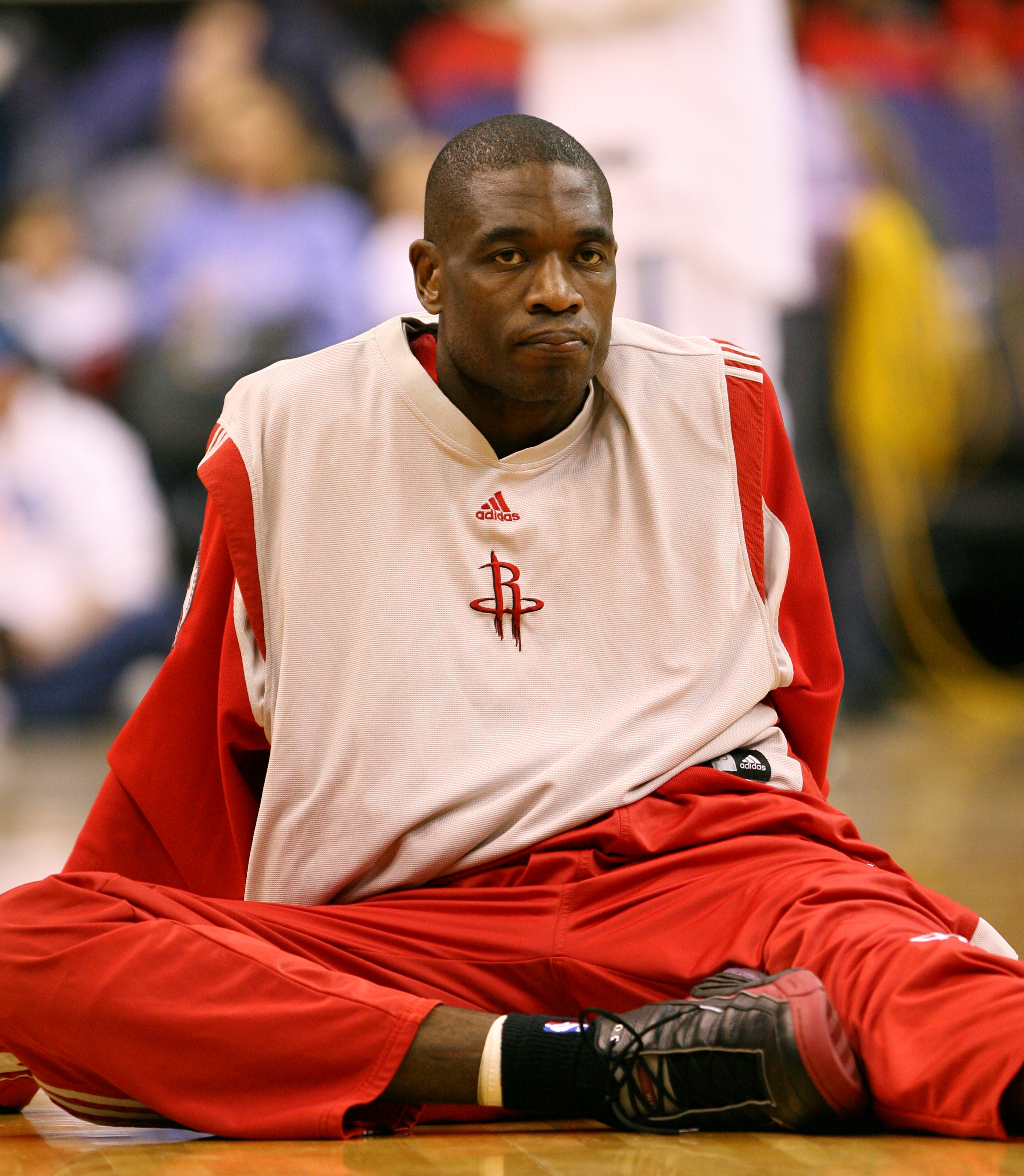
Дікембе Мутомбо в «Хьюстон Рокетс»

Так і не зігравши в «Чикаго Буллз» жодної гри, 8 вересня 2004 року Дікембе Мутомбо був обміняний в «Х'юстон Рокетс» на Адріана Гріффіна, Еріка Піатковського і Майка Вілкса. Сам Мутомбо заявив, що для нього було б ідеально грати в команді з таким центровим як Яо Мін. Керівництво клубу також висловлювало впевненість, що 38-річний Мутомбо зможе грати на високому рівні, незважаючи на свій вік. По закінченню контракту Мутомбо збирався завершити свою кар'єру.
26 серпня 2005 року клуб продовжив контракт з 39-річним конголезцем. На прес-конференції керівництво клубу заявило, що Дікембе зарекомендував себе як один з найкращих шостих гравців ліги, а також відзначило його як наставника і вчителя Яо Міна.
У сезоні 2007/08 Мутомбо замінив у стартовому складі травмованого Яо Міна. В середньому за гру він набирав по 3 очки і робив 5,1 підбори і 1,3 блокшоти. Але, незважаючи на невеликі статистичні показники, своєю присутністю під кільцем Дікембе додавав впевненості своїм товаришам по команді, і «Рокетс» по ходу сезону змогли виграти 20 ігор поспіль.
23 квітня 2009 року, після 18 сезонів в НБА, Дікембе Мутомбо оголосив про завершення кар'єри. Перед початком третьої гри плей-офф всі присутні на трибунах «Тойота-центру» стоячи аплодували конголезцю, який вийшов на милицях через травму.

## Статистика виступів в НБА

### Регулярний сезон
| Сезон              | Команда                       | GP   | GS  | MPG  | FG%  | 3P%  | FT%  | RPG  | APG | SPG | BPG | PPG  |
| ------------------ | ----------------------------- | ---- | --- | ---- | ---- | ---- | ---- | ---- | --- | --- | --- | ---- |
| 1991–1992          | «Денвер Наггетс»              | 71   | 71  | 38.3 | .493 | .000 | .642 | 12.3 | 2.2 | .6  | 3.0 | 16.6 |
| 1992–1993          | «Денвер Наггетс»              | 82   | 82  | 36.9 | .510 | .000 | .681 | 13.0 | 1.8 | .5  | 3.5 | 13.8 |
| 1993–1994          | «Денвер Наггетс»              | 82   | 82  | 34.8 | .569 | .000 | .583 | 11.8 | 1.5 | .7  | 4.1 | 12.0 |
| 1994–1995          | «Денвер Наггетс»              | 82   | 82  | 37.8 | .556 | .000 | .654 | 12.5 | 1.4 | .5  | 3.9 | 11.5 |
| 1995–1996          | «Денвер Наггетс»              | 74   | 74  | 36.7 | .499 | .000 | .695 | 11.8 | 1.5 | .5  | 4.5 | 11.0 |
| 1996–1997          | «Атланта Гокс»                | 80   | 80  | 37.2 | .527 | .000 | .705 | 11.6 | 1.4 | .6  | 3.3 | 13.3 |
| 1997–1998          | «Атланта Гокс»                | 82   | 82  | 35.6 | .537 | .000 | .670 | 11.4 | 1.0 | .4  | 3.4 | 13.4 |
| 1998–1999          | «Атланта Гокс»                | 50   | 50  | 36.6 | .512 | .000 | .684 | 12.2 | 1.1 | .3  | 2.9 | 10.8 |
| 1999–2000          | «Атланта Гокс»                | 82   | 82  | 36.4 | .562 | .000 | .708 | 14.1 | 1.3 | .3  | 3.3 | 11.5 |
| 2000–2001          | «Атланта Гокс»                | 49   | 49  | 35.0 | .477 | .000 | .695 | 14.1 | 1.1 | .4  | 2.8 | 9.1  |
| 2000–2001          | «Філадельфія Севенті-Сіксерс» | 26   | 26  | 33.7 | .495 | .000 | .759 | 12.4 | .8  | .3  | 2.5 | 11.7 |
| 2001–2002          | «Філадельфія Севенті-Сіксерс» | 80   | 80  | 36.3 | .501 | .000 | .764 | 10.8 | 1.0 | .4  | 2.4 | 11.5 |
| 2002–2003          | «Нью-Джерсі Нетс»             | 24   | 16  | 21.4 | .374 | .000 | .727 | 6.4  | .8  | .2  | 1.5 | 5.8  |
| 2003–2004          | «Нью-Йорк Нікс»               | 65   | 56  | 23.0 | .478 | .000 | .681 | 6.7  | .4  | .3  | 1.9 | 5.6  |
| 2004–2005          | «Х'юстон Рокетс»              | 80   | 2   | 15.2 | .498 | .000 | .741 | 5.3  | .1  | .2  | 1.3 | 4.0  |
| 2005–2006          | «Х'юстон Рокетс»              | 64   | 23  | 14.9 | .526 | .000 | .758 | 4.8  | .1  | .3  | .9  | 2.6  |
| 2006–2007          | «Х'юстон Рокетс»              | 75   | 33  | 17.2 | .556 | .000 | .690 | 6.5  | .2  | .3  | 1.0 | 3.1  |
| 2007–2008          | «Х'юстон Рокетс»              | 39   | 25  | 15.9 | .538 | .000 | .711 | 5.1  | .1  | .3  | 1.2 | 3.0  |
| 2008–2009          | «Х'юстон Рокетс»              | 9    | 2   | 10.7 | .385 | .000 | .667 | 3.7  | .0  | .0  | 1.2 | 1.8  |
| Усього за кар'єру  | Усього за кар'єру             | 1196 | 997 | 30.8 | .518 | .000 | .684 | 10.3 | 1.0 | .4  | 2.8 | 9.8  |
| В іграх усіх зірок | В іграх усіх зірок            | 8    | 3   | 17.5 | .595 | .000 | .750 | 9.3  | .3  | .4  | 1.2 | 6.3  |

### Плей-оф
| Сезон             | Команда                       | GP  | GS | MPG  | FG%   | 3P%  | FT%   | RPG  | APG | SPG | BPG | PPG  |
| ----------------- | ----------------------------- | --- | -- | ---- | ----- | ---- | ----- | ---- | --- | --- | --- | ---- |
| 1994              | «Денвер Наггетс»              | 12  | 12 | 42.6 | .463  | .000 | .602  | 12.0 | 1.8 | .7  | 5.8 | 13.3 |
| 1995              | «Денвер Наггетс»              | 3   | 3  | 28.0 | .600  | .000 | .667  | 6.3  | .3  | .0  | 2.3 | 6.0  |
| 1997              | «Атланта Гокс»                | 10  | 10 | 41.5 | .628  | .000 | .719  | 12.3 | 1.3 | .1  | 2.6 | 15.4 |
| 1998              | «Атланта Гокс»                | 4   | 4  | 34.0 | .458  | .000 | .625  | 12.8 | .3  | .3  | 2.3 | 8.0  |
| 1999              | «Атланта Гокс»                | 9   | 9  | 42.2 | .563  | .000 | .702  | 13.9 | 1.2 | .6  | 2.6 | 12.6 |
| 2001              | «Філадельфія Севенті-Сіксерс» | 23  | 23 | 42.7 | .490  | .000 | .777  | 13.7 | .7  | .7  | 3.1 | 13.9 |
| 2002              | «Філадельфія Севенті-Сіксерс» | 5   | 5  | 34.6 | .452  | .000 | .615  | 10.6 | .6  | .4  | 1.8 | 8.8  |
| 2003              | «Нью-Джерсі Нетс»             | 10  | 0  | 11.5 | .467  | .000 | 1.000 | 2.7  | .6  | .3  | .9  | 1.8  |
| 2004              | «Нью-Йорк Нікс»               | 3   | 0  | 12.7 | .333  | .000 | 1.000 | 3.3  | .0  | .3  | 1.3 | 2.3  |
| 2005              | «Х'юстон Рокетс»              | 7   | 0  | 14.4 | .545  | .000 | .769  | 5.0  | .3  | .3  | 1.0 | 3.1  |
| 2007              | «Х'юстон Рокетс»              | 7   | 0  | 5.7  | 1.000 | .000 | 1.000 | 1.6  | .1  | .0  | .4  | 1.3  |
| 2008              | «Х'юстон Рокетс»              | 6   | 6  | 20.5 | .615  | .000 | .636  | 6.5  | .3  | .2  | 1.8 | 3.8  |
| 2009              | «Х'юстон Рокетс»              | 2   | 0  | 10.0 | .000  | .000 | .000  | 4.5  | .0  | .5  | 1.0 | .0   |
| Усього за кар'єру | Усього за кар'єру             | 101 | 72 | 30.9 | .517  | .000 | .703  | 9.5  | .8  | .4  | 2.5 | 9.1  |